# Lastreopsis
Lastreopsis es un género de helechos perteneciente a la familia  Dryopteridaceae. Contiene 57 especies descritas y de estas, solo 31 aceptadas. Tiene una distribución pantropical.

## Descripción
Tienen hábitos terrestres; con rizoma breve a largamente rastrero, escamoso; hojas monomorfas; láminas divididas, lanceoladas, deltadas o pentagonales, las pinnas más inferiores agrandadas basiscópicamente; yemas escamosas en las porciones distales del raquis en algunas especies; pínnulas dispuestas anadrómica o catadrómicamente; raquis con 2 prominentes crestas adaxiales, éstas continuas con los engrosados márgenes foliares de los segmentos terminales; costas elevadas, pelosas adaxialmente con tricomas tipo Ctenitis, 0.1-0.3 mm, multicelulares, articulados; tricomas glandulosos a menudo presentes en el haz de la lámina, cilíndricos, oblongos, adpresos, amarillo brillante a anaranjado-rojizo; soros redondos, indusiados; pedículos de los esporangios a menudo con 1-2 células glandulosas de color rojo o naranja; esporas monoletes con perispora crestada; tiene un número de cromosomas de x=41.

## Taxonomía
El género fue descrito por Ren Chang Ching  y publicado en Bulletin of the Fan Memorial Institute of Biology : 8(4): 157–159. 1938.  La especie tipo es: Lastreopsis recedens (J. Sm. ex T. Moore) Ching.

## Especies aceptadas
A continuación se brinda un listado de las especies del género Lastreopsis aceptadas hasta marzo de 2013, ordenadas alfabéticamente. Para cada una se indica el nombre binomial seguido del autor, abreviado según las convenciones y usos:
- Lastreopsis acuta (Hook.) Tindale
- Lastreopsis amplissima (C. Presl) Tindale
- Lastreopsis barteriana (Hook.) Tardieu
- Lastreopsis boivinii (Baker) Tardieu
- Lastreopsis currorii (Mett.) Tindale
- Lastreopsis davalliaeformis Tardieu
- Lastreopsis davallioides (Brack.) Tindale
- Lastreopsis decomposita (R. Br.) Tindale
- Lastreopsis effusa (Sw.) Tindale
- Lastreopsis efulensis Tardieu
- Lastreopsis exculta (Mett.) Tindale
- Lastreopsis hispida (Sw.) Tindale
- Lastreopsis hornei (Baker) Tindale
- Lastreopsis killipii (C. Chr. & Maxon) Tindale
- Lastreopsis microlepioides (Ching) W.M. Chu & Z.R. He
- Lastreopsis microsora (Endl.) Tindale
- Lastreopsis munita (Mett.) Tindale
- Lastreopsis nigritiana (Baker) Tindale
- Lastreopsis parishii (Hook.) Ching
- Lastreopsis perrieriana (C. Chr.) J.P. Roux
- Lastreopsis pseudoperrieriana (Tardieu) Tardieu
- Lastreopsis recedens (J. Sm. ex T. Moore) Ching
- Lastreopsis rufescens (Blume) Ching
- Lastreopsis shepherdii (Kunze ex Mett.) Tindale
- Lastreopsis simozawae (Tagawa) Tagawa
- Lastreopsis subrecedens Ching
- Lastreopsis subsimilis (Hook.) Tindale
- Lastreopsis subsparsa (Alderw.) Tindale
- Lastreopsis tenera (R. Br.) Tindale
- Lastreopsis vieillardii (Mett.) Tindale
- Lastreopsis vogelii (Hook.) Tindale